# خوش‌خوان گلوزرد
خوش‌خوان گلوزرد (نام علمی: Euphonia hirundinacea) نام یک گونه از سرده سهره‌های خوش‌خوان است.